# Atheris rungweensis
Atheris rungweensis är en ormart som beskrevs av Bogert 1940. Atheris rungweensis ingår i släktet trädhuggormar och familjen huggormar. Inga underarter finns listade.
Arten förekommer i Tanzania, Malawi och Zambia. Honor föder levande ungar (vivipari).